# Воскресенская церковь (Клин)
Церковь Воскресения Христова — православный храм в селе Клин Куньинского района Псковской области. Памятник архитектуры регионального значения.

## История
Каменный Воскресенский храм в селе Клин был построен в 1733 году на средства помещика Семёна Николаевича Юренева. На колокольне висело 4 колокола, самый большой из них весил более 390 кг.
В 1865 году в семье священника Воскресенского храма родился будущий патриарх Тихон.
Причт до революции состоял из священника, дьякона и пономаря. Церковной земли — 31 десятина. С 1886 года при храме действовала церковно-приходская школа.
В советское время храм был закрыт и только в 1992 году началось его восстановление.

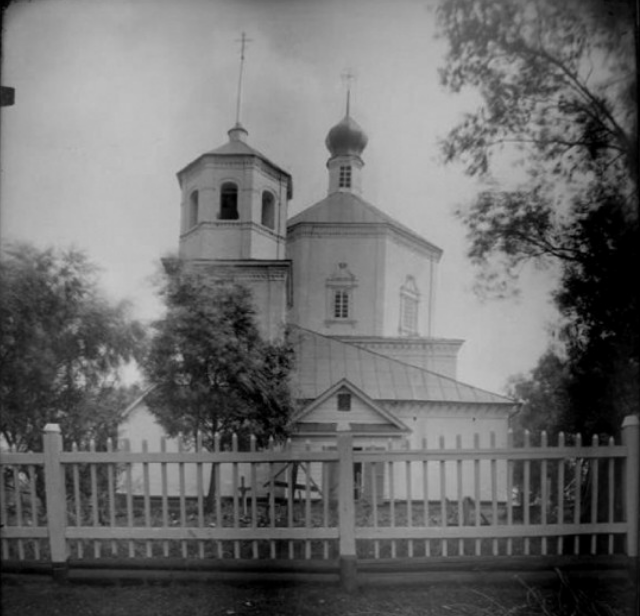
Воскресенский храм в селе Клин, начало XX века.

## Архитектура
Храм построен в стиле барокко, композиция типа восьмерик на четверике.
Двусветный четверик и восьмерик над ним над ним перекрыты куполом на тромпах. Апсида и западный притвор перекрыты сомкнутыми сводами с распалубками. Над притвором находится высокая колокольня.